# Østerby Kirke (Læsø)
Østerby Kirke er en kirke i Hals Sogn i Læsø Kommune. Kirken ligger umiddelbart før den primære adgangsvej til Østerby Havn.

## Galleri
- Kirken indvendigt med kig mod alteret
- Kirken med kirkegård

## Eksterne kilder og henvisninger
- Østerby Kirke hos KortTilKirken.dk

- Wikimedia Commons har flere filer relateret til Østerby Kirke (Læsø)